# Pedicularis stenocorys
Pedicularis stenocorys är en snyltrotsväxtart. Pedicularis stenocorys ingår i släktet spiror, och familjen snyltrotsväxter.

## Underarter
Arten delas in i följande underarter:
- P. s. melanotricha
- P. s. stenocorys
- P. s. angustissima